# Isekai
Isekai hay Dị thế giới (Nhật: 異世界 n.đ.: "Thế giới khác") là một tiểu thể loại light novel, manga, anime và video game kỳ ảo (fantasy) của Nhật Bản, xoay quanh một người bình thường được đưa đến hoặc bị mắc kẹt trong một vũ trụ song song. Isekai bao gồm hay không chỉ có thể loại xuyên không hay chuyển sinh (sinh ra ở một thế giới khác).

## Đặc điểm

### Vũ trụ
Thông thường, thế giới khác hay vũ trụ mới có thể 
- Đã tồn tại trong thế giới của nhân vật chính như một vũ trụ giả tưởng (fictional universe), nhưng cũng có thể không ai biết về nó. Một nơi trước đây chỉ có trong thế giới ảo nhưng giờ đây lại biến thành thế giới thật, như trong Log Horizon và Overlord
- Một thế giới hoàn toàn khác, nơi chỉ có nhân vật chính có ký ức về cuộc sống trước đây của họ, như trong Yōjo Senki, hoặc là họ đã tái sinh

### Xuất thân
Tiểu thể loại này có thể được mô tả như một sự thỏa lòng mong ước, với người được đưa sang thế giới khác thường có xuất thân là NEET, hikikomori hay game thủ, còn lại là người bình thường chết do 
- Bị đột tử:

- Karōshi như trong Death March Kara Hajimaru Isekai Kyousou Kyoku, Isekai Yakkyoku, Slime Taoshite 300-nen, Shiranai Uchi ni Level Max ni Nattemashita
- Đau dữ dội đến chết như trong Kumo Desu ga, Nani ka?
- Giật mình đến chết như trong KonoSuba

- Bị tai nạn:

- Xe tông như trong Isekai Kenkokuki, Mushoku Tensei: Isekai Ittara Honki Dasu
- Bị dao đâm chết như trong Tensei Shitara Slime Datta Ken, Isekai no Meikyuu Toshi de Chiyu Mahoutsukai Yattemasu
- Bị đắm tàu như trong Yondome wa Iya na Shizokusei Majutsushi
- Vấp cầu thang té trong Akuyaku Reijou wa, Shoumin ni Totsugitai!!

- Tử trận (killed in action - KIA) như trong World Teacher: Isekaishiki Kyouiku Agent

Trong thế giới kỳ ảo mới, họ có thể đạt được nhiều thành tựu nhờ sử dụng những kiến thức vốn bị cho là không thiết yếu trong thế giới thực, hoặc nhờ kỹ năng chơi game thông qua việc sử dụng giao diện trò chơi mà chỉ mình họ mới có thể truy cập.

### Sức mạnh
Sức mạnh của nhân vật chính có thể đến từ những quyền năng hay phép thuật, đôi khi vượt trội so với mọi người dân bản xứ, như trong Đến thế giới mới với smartphone!; hoặc cũng có thể ở cấp độ khiêm tốn hơn, như trong Re:Zero, nơi nhân vật chính không đạt được bất kỳ sức mạnh đặc biệt nào ngoài khả năng sống sót qua cái chết trong một loại vòng lặp thời gian.

### Cách xuất hiện

#### Hóa thân vào nhân vật tác phẩm
- Game (player character): như Overlord hoặc Death March Kara Hajimaru Isekai Kyousou Kyoku
- Anime: như Buta Koushaku Ni Tensei Shitakara, Kondo Wa Kimi Ni Suki To Iitai

#### Triệu hồi
Thông thường nhân vật chính của các tác phẩm isekai thường được chọn để triệu hồi (summon) thành thân phận
- "Anh hùng" gồm các hiệp sĩ, như trong Tate no Yuusha no Nariagari hoặc mạo hiểm giả (adventurer), như trong Arifureta Shokugyou de Sekai Saikyou, hoặc vua, như Genjitsu Shugi Yuusha no Oukoku Saikenki
- Nô lệ, như trong Isekai Maou to Shoukan Shoujo no Dorei Majutsu
- Khác: các nhân vật từ nhiều tác phẩm khác nhau cùng hội tụ trong Isekai Quartet hoặc như trong Drifters, nơi những người bước vào thế giới kỳ ảo là các tướng lĩnh lịch sử và chiến binh tàn bạo hơn những cư dân của thế giới bản xứ;[4]

#### Tái sinh
Nhân vật chính sẽ chuyển sinh - đầu thai (Saisei (Nhật: 再生 (Tái sinh) Hepburn: Saisei), reincarnation - rebirth hoặc Tensei (Nhật: 転生 (Chuyển sinh) Hepburn: Tensei)) thành 
- Hình dạng khác thay vì một con người

- Sinh vật, như trong Tensei Shitara Slime Datta Ken, nhân vật chính tái sinh trong hình hài một con quái vật slime có hình dạng giọt nước (hay chất nhầy, bọng nhớt) với khả năng đặc biệt. hoặc thành con goblin (yêu tinh) trong Re:Monster hoặc thành nhện trong Kumo Desu ga, Nani ka?
- Một số câu chuyện thậm chí cho người tái sinh thành những vật vô tri vô giác, như một onsen ma quái., hoặc tái sinh thành kiếm như trong Tensei Shitara Kendeshita

- Con người khác,

- Bắt đầu lại từ một đứa trẻ như trong Mushoku Tensei: Isekai Ittara Honki Dasu, Knight's & Magic
- Nhập hồn vào một người khác như trong Isekai Yakkyoku, Isekai Kenkokuki

- Con người giữ nguyên hình dạng như cũ

- Có thêm siêu năng lực, như trong Isekai wa Smartphone to Tomo ni
- Năng lực bình thường như trong KonoSuba

Hoặc tái sinh nhiều lần thành con người rồi thành sinh vật khác như trong Yondome wa Iyana Shi Zokusei Majutsushi

#### Cổng xuyên không
Nhân vật chính sẽ tự đi qua cánh cổng xuyên không đến thế giới khác, như quỷ vương trốn qua cánh cổng xuyên không đến thế giới hiện đại làm việc trong Hataraku Maō-sama! hoặc Alcafus, hoặc nhân vật chính ở căn hộ thuê liên kết với dungeon trong Boku no Heya ga Dungeon no Kyuukeijo ni Natteshimatta Ken.

## Lịch sử
Những tác phẩm Nhật Bản thể hiện nhân vật được chuyển đến sống trong một thế giới khác đã xuất hiện sớm nhất là vào những năm 1820; như Senkyō Ibun của Hirata Atsutane, theo chân một cậu bé được đưa đến tiên giới, hay Ikyō Bibōroku của Miyaji Kakiwa ghi lại chuyến phiêu lưu đến thiên đàng và ma giới. Mặc dù vậy, những câu chuyện này lại thiên về yếu tố siêu linh hơn là kỳ ảo. Người đặt nền móng cho isekai hiện đại lấy bối cảnh một thế giới kỳ ảo chính là Takachiho Haruka qua tiểu thuyết I-sekai no Yūsha vào năm 1979. Tác phẩm đã kết hợp các yếu tố giả tưởng trong thế giới quan phương Tây hơn là các điển tích thần thoại phương Đông, trong đó nhân vật chính đang học trung học được mời đi giải cứu một thế giới khác. Trong những năm suy thoái kinh tế 1990, xã hội Nhật Bản bị xáo trộn sâu sắc, đánh dấu sự nở rộ của các tác phẩm giả tưởng lấy cảm hứng từ việc "chuyển đến sống ở thế giới khác."
Những tác phẩm đầu tiên có thể xem là thuộc tiểu thể loại isekai gồm Shinpi no Sekai El-Hazard và Quyển sách kỳ bí, trong đó các nhân vật chính vẫn mang hình dáng ban đầu của họ sau khi bước chân vào một thế giới khác. Những tác phẩm ra đời sau như Yōjo Senki và Knight's & Magic thể hiện nhân vật chính đã chết và được tái sinh trong một thế giới khác. Sự ra đời của website Shōsetsuka ni Narō có nội dung do người dùng tạo vào năm 2004, khuyến khích các tác giả trẻ đăng những tiểu thuyết mạng do chính họ sáng tác, là một trong những nơi nuôi dưỡng và định hình light novel phổ biến của Nhật Bản. Các tác phẩm thể loại isekai trên trang web này đã tăng mạnh kể từ năm 2008 và lên đến đỉnh điểm vào năm 2011.
Dòng sản phẩm nhượng quyền thương mại .hack là một trong những tác phẩm đầu tiên biểu thị khái niệm về isekai như một không gian thực tế ảo, với Sword Art Online trở thành một trong những đại diện tiêu biểu sau này. Sau sự thành công của Sword Art Online, sự phổ biến của thể loại isekai được khẳng định và bùng nổ qua hàng loạt tác phẩm có thiết lập tương tự. Isekai trở nên thịnh hành đến nỗi vào năm 2016, một cuộc thi sáng tác truyện ngắn ở Nhật Bản đã cấm mọi tác phẩm có yếu tố này. Nhà xuất bản Kadokawa Shoten cũng cấm tất cả tác phẩm isekai trong cuộc thi viết tiểu thuyết minh họa phong cách anime của riêng họ vào năm 2017. Ngày nay, isekai vẫn là ý tưởng được khai thác mạnh mẽ của light novel, và nhiều light novel thể loại này đã được chuyển thể thành anime.
Tháng 6 năm 2018, light novel Nidome no Jinsei o Isekai de, thiết lập nhân vật chính tái sinh ở thế giới khác sau khi đã giết chết hơn 3.000 người Trung Quốc bằng một thanh katana trong cuộc Chiến tranh Trung-Nhật thời Chiến tranh thế giới thứ hai, đã làm dấy lên nhiều tranh cãi sau những cáo buộc về phát ngôn phân biệt chủng tộc của tác giả trên Twitter, cũng như của chính phần nội dung bất thường trong tác phẩm. Chuyển thể anime được lên kế hoạch từ trước cho tác phẩm thể loại isekai này đã phải hủy bỏ.